# إميليا بلاتر
الكونتيسة إميليا بلاتر (بالبولندية: Emilia Plater)‏ (برويلبلاتر، الليتوانية: Emilija Pliaterytė ؛ 13 نوفمبر 1806 - 23 ديسمبر 1831) كانت إمرأة نبيلة وثورية من أراضي الكومنولث البولندي الليتواني المقسم. نشأت في محيط من التقاليد الوطنية وقاتلت في انتفاضة نوفمبر 1830 والتي أنشأت خلالها وحدة صغيرة وشاركت في عدة معارك وحصلت على رتبة قبطان في القوات البولندية المتمردة. مرضت وماتت قرب نهاية الانتفاضة. على الرغم من أنها لم تشارك في أي معارك كبيرة إلا أن قصتها أصبحت معروفة على نطاق واسع وألهمت عددًا من الأعمال الفنية والأدبية. وهي بطلة وطنية في بولندا وليتوانيا، وجميعها كانت أجزاء من الكومنولث البولندي الليتواني. وقد تم تبجيلها من قبل الفنانين البولنديين والامة ككل كرمز للنساء اللائي يناضلن من أجل القضية الوطنية. غالباً ما تُلقب بـ «جان دارك الليتوانية».

## في الموروث شعبي

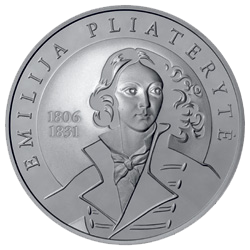
ليتاس ليتواني من العملات التذكارية الليتوانية تخلد إميليا بلاتر

تم الإعلان عن وفاتها بعد فترة قصيرة على نطاق واسع من الصحافة البولندية مما ساهم في شهرتها المتنامية. أصبحت «بلاتر» أحد رموز الانتفاضة وأصبحت رمزاً للفتاة المقاتلة في كل من بولندا وليتوانيا والخارج. خلدها الشاعر البولندي آدم ميتسكيفيتش في قصيدته «موت العقيد» (Śmierć pułkownika)، على الرغم من أن وصف وفاتها هو رواية شعرية خيالية وتستند في نواحي قليلة جداً فقط على حياتها الحقيقية.  قام ميتسكيفيتش أيضًا بتطوير شخصيتها ومهاراتها وتصويرها على أنها القائد المثالي الذي يعبده جنوده. هذه القصيدة قد دخلت المناهج الابتدائية في بولندا المستقلة.
كما كانت حياتها موضوعًا للدراسات من منظور نسوي من قبل الباحثين للإشارة إلى أهمية مشاركتها في الصراع العسكري حيث أن الأنثى هنا تخالف الصورة النمطية التي تقول أن الذكور فقط يمكنهم القتال.